# Pyramidella inopinata
Pyramidella inopinata is een slakkensoort uit de familie van de Pyramidellidae. De wetenschappelijke naam van de soort is voor het eerst geldig gepubliceerd in 1994 door Schander.